# Ischiopsopha minettii
Ischiopsopha minettii är en skalbaggsart som beskrevs av Allard 1995. Ischiopsopha minettii ingår i släktet Ischiopsopha och familjen Cetoniidae. Inga underarter finns listade i Catalogue of Life.